# Górale Żywieccy

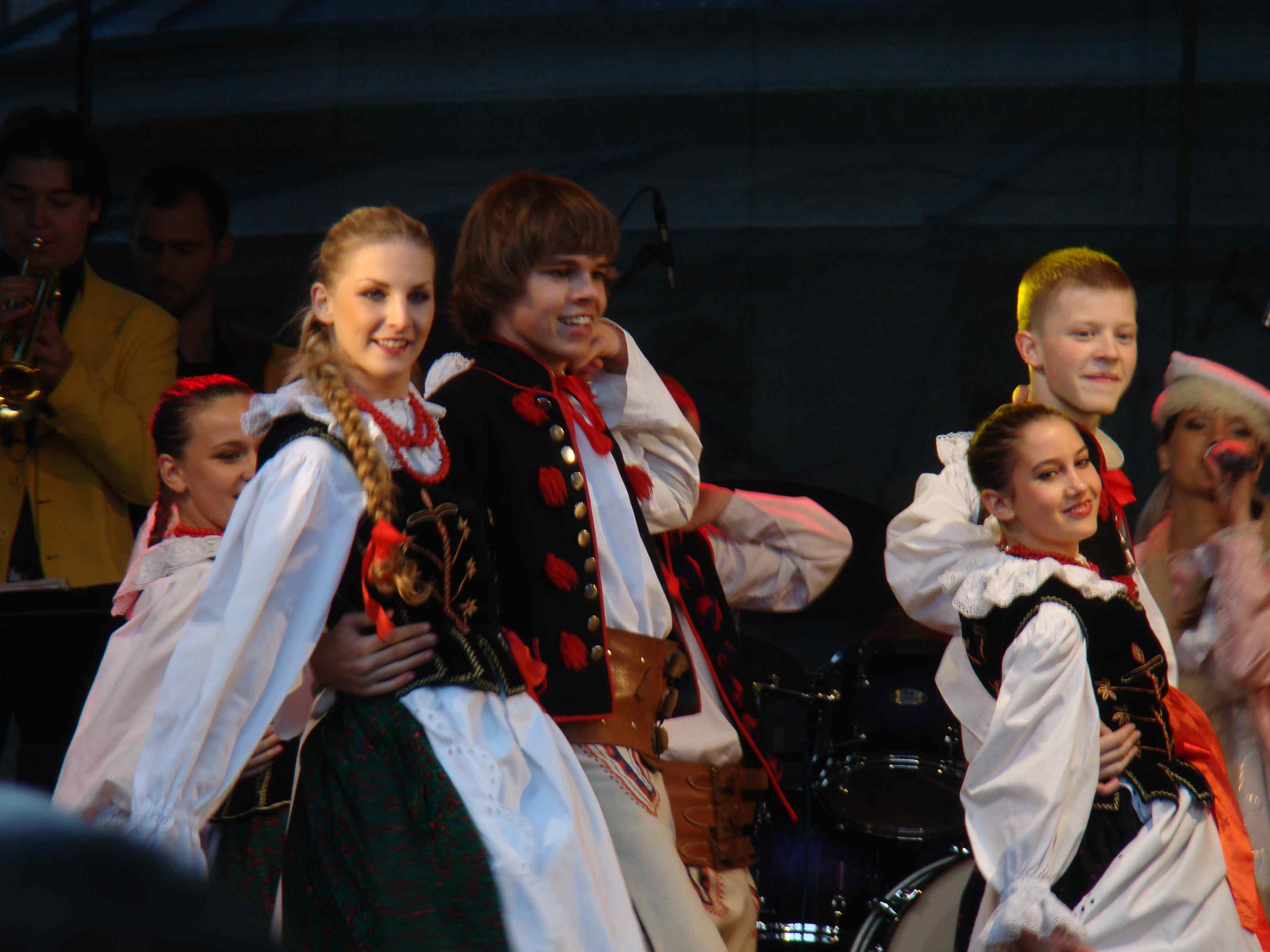
Górale żywieccy, 2008

Górale Żywieccy, Żywczaki – góralska grupa etnograficzna ludności polskiej zamieszkująca Beskid Żywiecki, Beskid Mały oraz część Beskidu Śląskiego w historycznych granicach Małopolski (Żywiecczyzna).

## Folklor i obrzędowość

### Muzyka i taniec
Muzyka i śpiew Górali Żywieckich była i jest zróżnicowana ze względu na użycie instrumentów własnego wyrobu i osobowości miejscowych muzyków. Melodie są urwane, przeciągłe, często były nazywane od nazwiska autora: „nuta Majcherkowa”, „Gajdosowa”. Instrumenty obecne w zespołach, np. w grupie Grojcowianie to skrzypce. Popularne tańce w repertuarze to m.in. obyrtki, halne i wirchowe. Dawniej występowały na tym terenie skrzypce żłobione - w 2016 roku, dzięki osobom skupionym w projekcie „Ocalone gęśle” wykonano kilka par skrzypiec w oparciu o model ze zbiorów Muzeum Miejskiego w Żywcu.

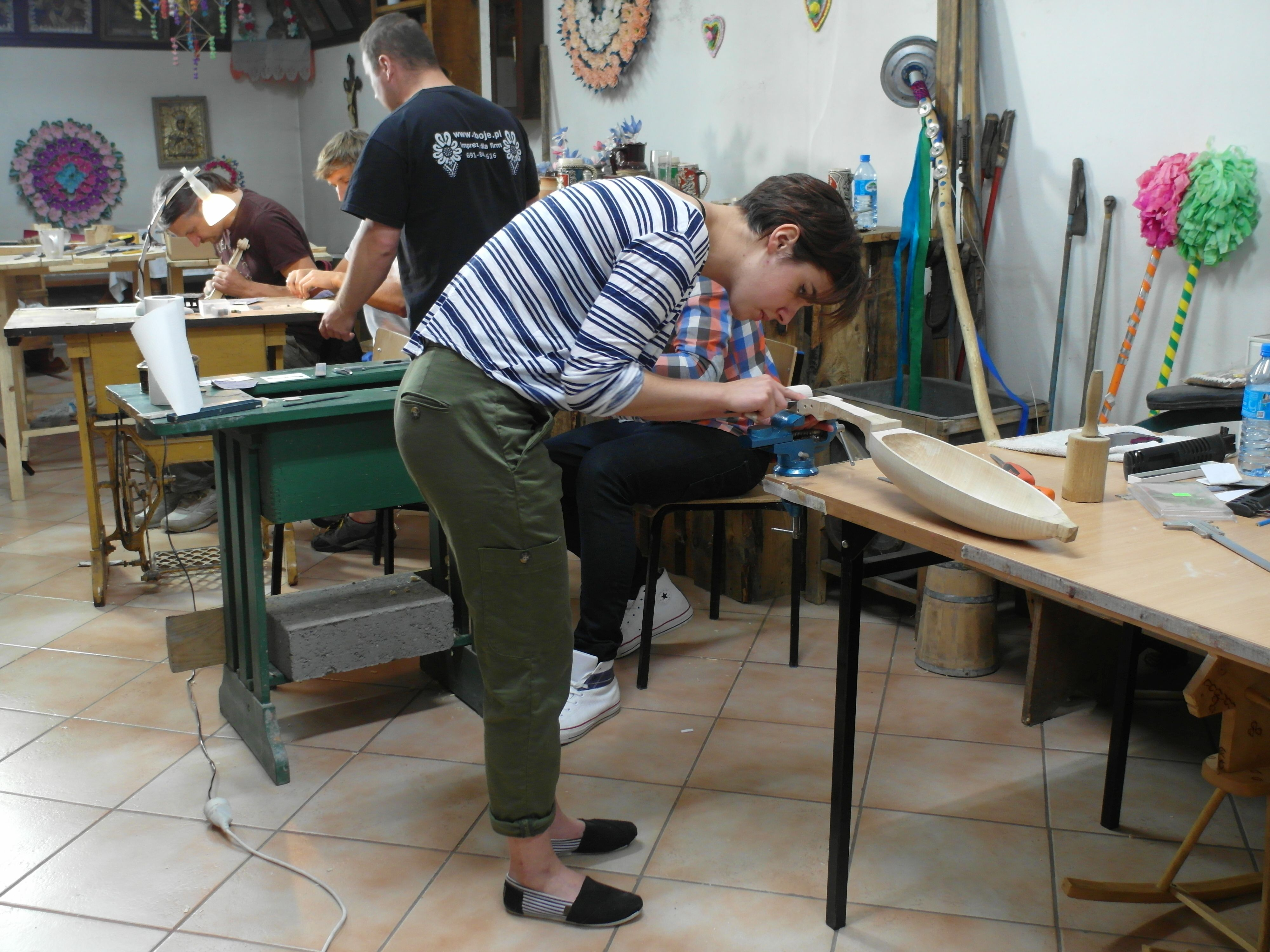
Pracownia twórców z projektu „Ocalone gęśle” (odtworzenie skrzypiec żłobionych występujących na terenie Beskidu Żywieckiego, w oparciu o model ze zbiorów Muzeum Miejskiego w Żywcu)

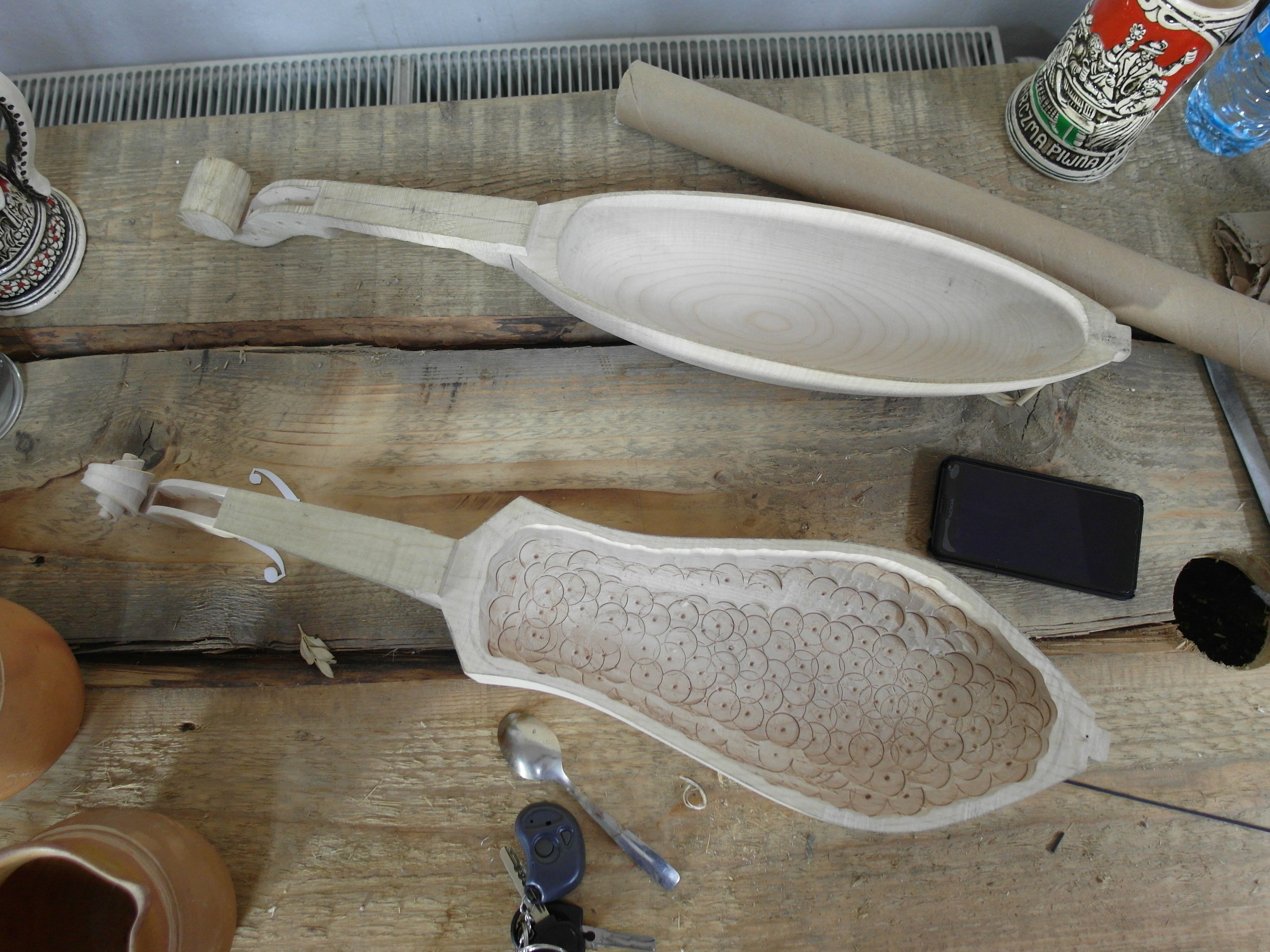
Pracownia wyrobu gęśli - instrumentu Beskidu Żywieckiego.

## Strój odświętny
Kobiety

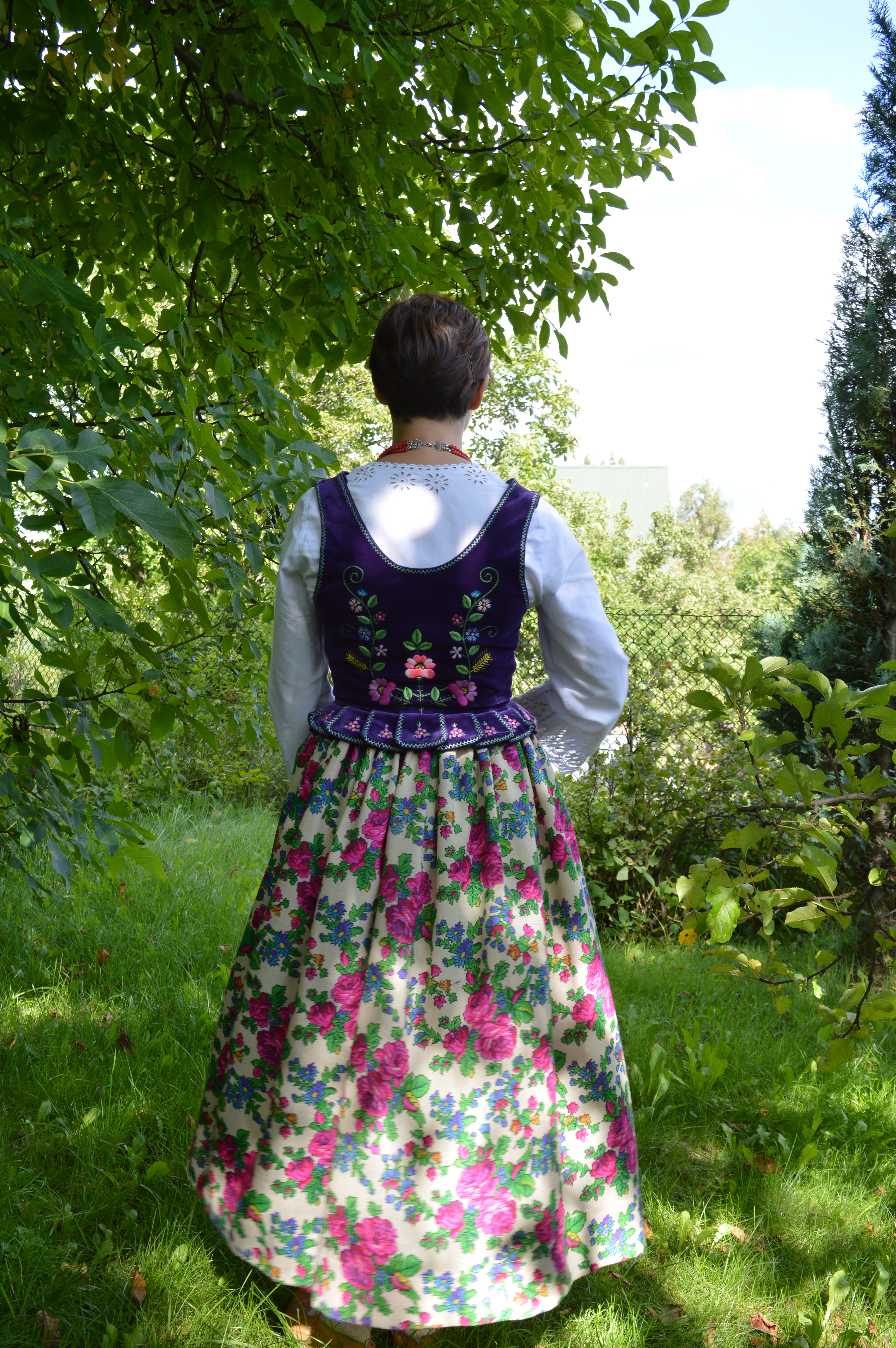
Strój góralki - Beskid Żywiecki

- Bluzka bawełniana lub lniana z kryzą przy szyi i przy rękawach, haftowana
- Gorset aksamitny haftowany ręcznie wzory kwiatowe i krzyżykowany, sznurowany z przodu czerwoną wstążką
- Spódnica wełniana tybetowa w drobny deseń kwiatowy (różyczki i listki), kolory tła: czarny, zielony, czerwony, kremowy, żółty, pomarańczowy, ciemny róż, bordowy
- Fartuch lub zapaska bawełniana haftowana w drobne wzory roślinne i geometryczne.
- Kopyta (skarpety) - kopyce - z sukna i kierpce skórzane
- Czerwone korale
- Czepiec (dla mężatek) bawełniany haftowany w drobne ząbki
- Chustka na głowę i łoktusza wełniana, tybetowa we wzory kwiatowe i tureckie

Mężczyźni
- Koszula biała bawełniana

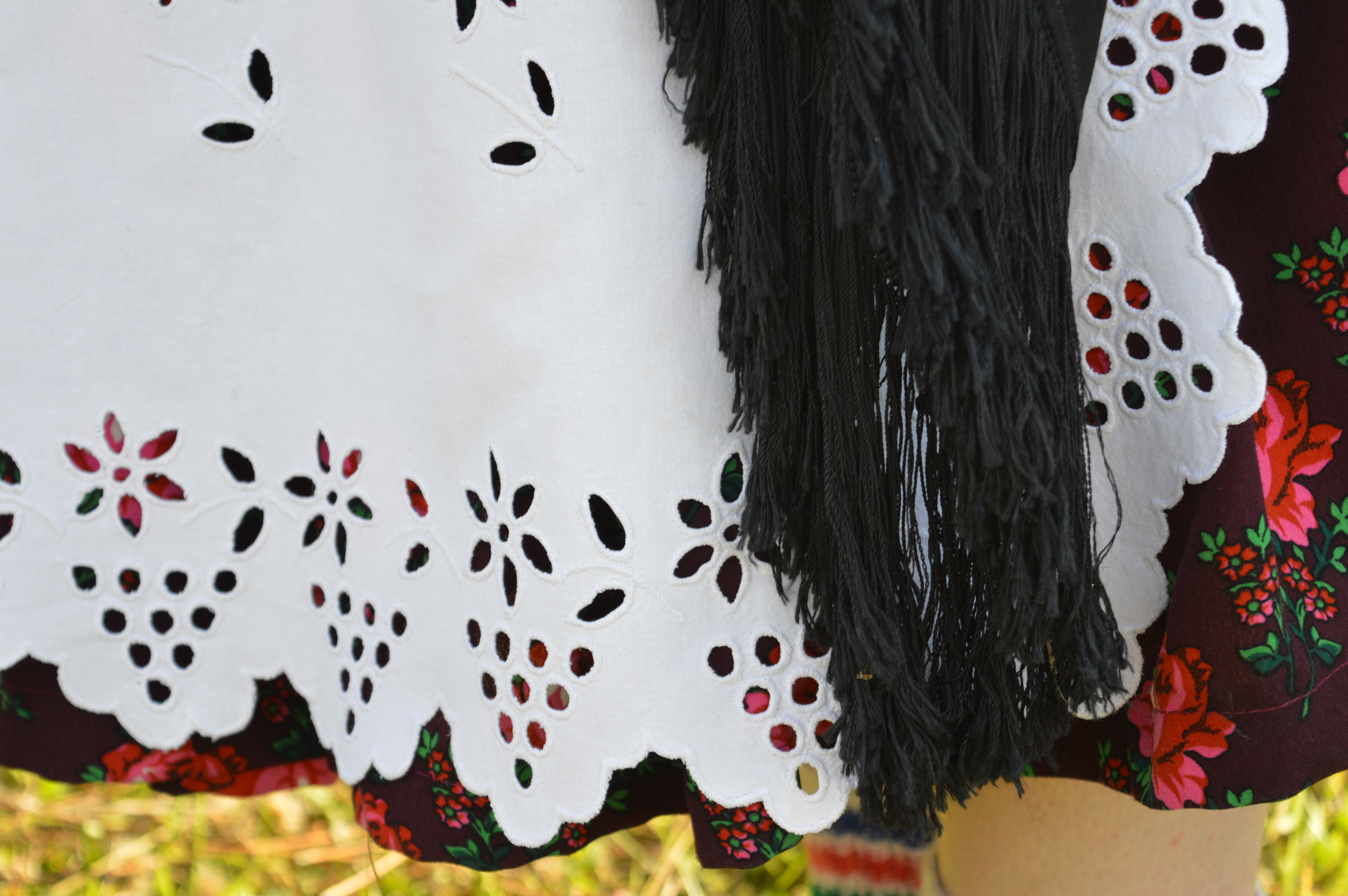
Wzór na fartuchu w stroju kobiecym górali żywieckich

- Białe portki z sukna wełnianego. Wzdłuż nogawki  biegnie czarny szew z rozcięciem bocznym u dołu.
- Kamizelka (tzw. bruclik) bez rękawów koloru czerwieni makowej, szafiru lub czarna z rzędem dziurek i guzików oraz dwoma rzędami ozdobnych „chwościków”
- Kopytka (skarpety) wełniane wykonane  ręcznie na drutach. Do tego kierpce (buty) skórzane.
- Trzos (pas) skórzany, wytłaczany i wybijany mosiężnymi guzami, zapinany na trzy lub cztery klamry
- Kłobuk (kapelusz) czarny z czerwonym sznurkiem i czerwonym obszyciem[5]